# Peugeot 1007
Peugeot 1007 är en fransk bilmodell som lanserades 2005 och producerades till 2009. I Sverige marknadsfördes den 2005-2008.
Bilens stora innovation var två eldrivna skjutdörrar (av Peugeot kallade "sesamdörrar"). De ersatte konventionella dörrar skulle göra det lättare att ta sig i och ur bilen, till exempel vid trånga parkeringsplatser. Peugeot 1007 har fått flera utmärkelser för "bästa bil för handikappade". Vid sidan av den svenska Tjorven (1969-1971) är Peugeot 1007 den enda personbilen som serietillverkats med skjutdörrar till framsätet.

## Krocksäkerhet
1007:an fick toppbetyg i euroNCAP krocktester för säkerheten i sin storleksklass .

## Specifikationer

### Mått och vikt
- Längd: 3731 mm
- Bredd: 1662 mm
- Höjd: 1610 mm
- Hjulbas: 2135 mm
- Vänddiameter: 10,7 m
- Tjänstevikt: 1140 kg
- Totalvikt: 1530 kg
- Bränsletank: 40 liter

### Prestanda
- Toppfart: 167 km/h
- Acceleration 0-100 km/h: 14,8 s

### Motor (motorvariant 75)
- Typ: 4-cylindrig
- Volym: 1360 cm3
- Effekt: 75 hk (55 kW) vid 5500 v/m
- Vridmoment: 118 Nm vid 3400 v/m